# دره آسیاب
درهٔ آسیاب یا تنگل آسیاب؛ نام یکی از جاذبه‌های طبیعی و گردشگری شهرستان کوهسرخ است. در غرب این دره قلعه دختر کوهسرخ وجود دارد و به سد شاهی که از آثار ملی شهرستان کوهسرخ می‌باشد؛ منتهی می‌شود. درهٔ آسیاب از تنوع گیاهی مطلوبی برخوردار است و در آن انواع درختان مثمر و غیر مثمر رشد نموده‌اند. این دره در فاصلهٔ ۳۰ کیلومتری شمال‌شرقی شهر بردسکن واقع شده‌است.